# Terminator (elektronika)

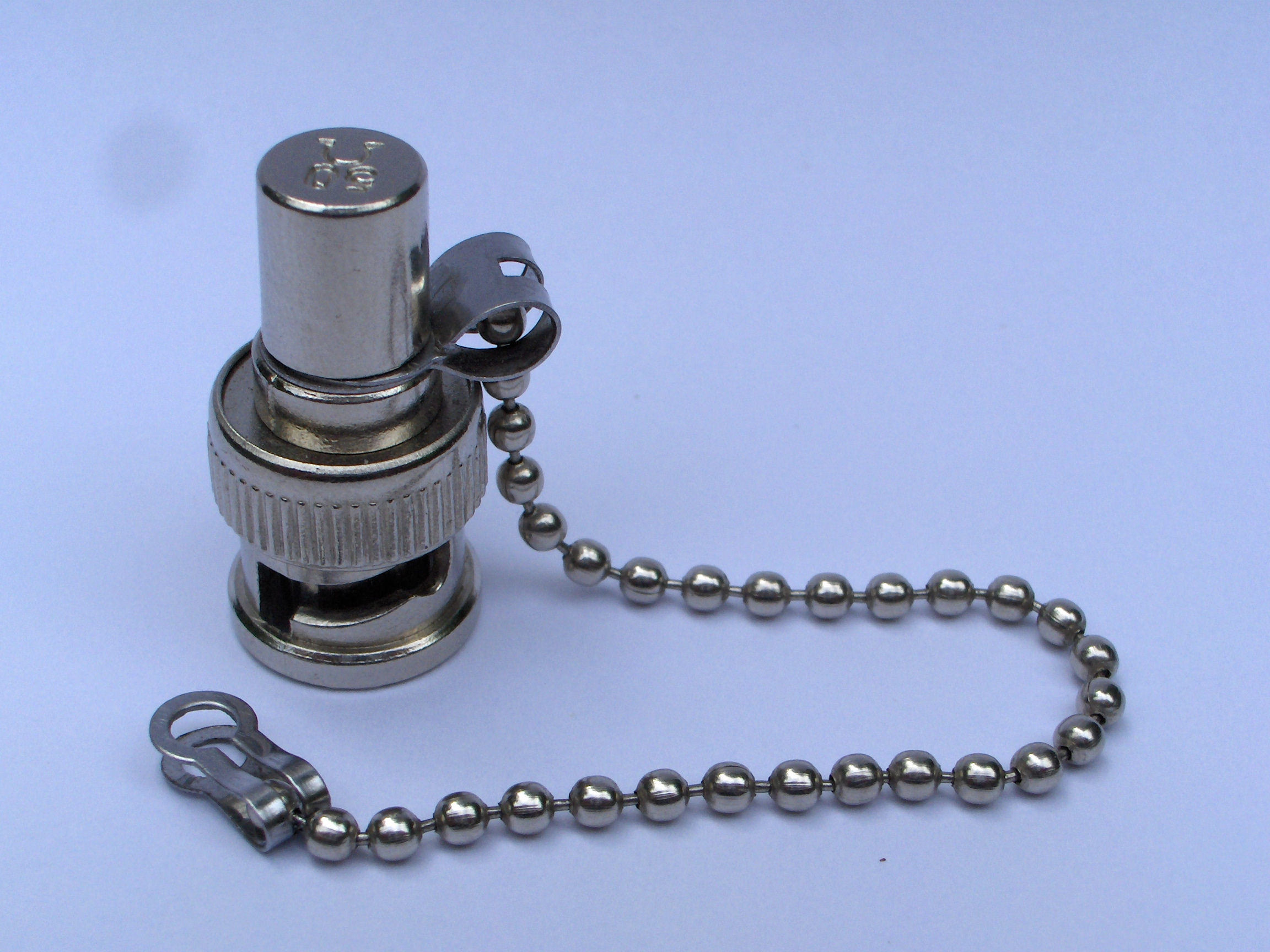
Terminator BNC

Terminator - urządzenie elektryczne montowane na zakończeniach okablowania komunikacyjnego i mające za zadanie redukcje zakłóceń powstających w nim w trakcie przesyłania sygnałów. Proste terminatory pasywne to rezystor, bądź też ich zestaw. Bardziej rozbudowane terminatory aktywne zbudowane są w oparciu o stabilizatory napięcia.
Działanie terminatorów polega na pochłanianiu docierających do nich impulsów elektrycznych niosących ze sobą sygnał. Przy braku terminatorów na zakończeniach kabla, ze względu na niedopasowanie impedancyjne następuje odbijanie się sygnałów docierających do takich miejsc i w konsekwencji zakłócanie kolejnych sygnałów. W niektórych magistralach (na przykład PCI), odbicia takie są jednak niezbędne do działania i takich magistrali nie można terminować.
Terminatory, jako osobne urządzenia, stosowane są m.in. w okablowaniu
- SCSI
- BNC

W zdecydowanej większości przypadków terminatory stanowią integralną część urządzeń nadawczo-odbiorczych. 